# بالاکلاوا، جامائیکا
بالاکلاوا، جامائیکا (به لاتین: Balaclava, Jamaica) یک منطقهٔ مسکونی در جامائیکا است که در سنت الیزابت، جامائیکا واقع شده‌است.

## خصوصیات
بالاکلاوا ۲۵۰٫۸۵ متر بالاتر از سطح دریا واقع شده‌است.